# Céline Dion en concert
Céline Dion en concert es un álbum en directo de la cantante Céline Dion, lanzado en diciembre de 1985 en Quebec (Canadá). Logró vender cincuenta mil copias.

## Canciones
1. «Ouverture (la première fois)» (Eddy Marnay, Paul Baillargeon) – 4:21
2. «Mon ami m'a quittée» (Marnay, Christian Loigerot, Thierry Geoffroy) – 3:12
3. Homenaje a Félix Leclerc: «Bozo/Le p'tit bonheur/Moi, mes souliers/Attends-moi "ti-gars"/Le train du nord» (Félix Leclerc) – 5:20
4. «Up Where We Belong» (con Paul Baillargeon) (Will Jennings, Jack Nitzsche, Buffy Sainte-Marie) – 3:00
5. «Tellement j'ai d'amour pour toi» (Marnay, Hubert Giraud) – 2:55
6. «D'amour ou d'amitié» (Marnay, Roland Vincent, Jean Pierre Lang) – 3:43
7. «Over the Rainbow» (Harold Arlen, Edgar Yipsel Harburg) – 3:27
8. Homenaje a Michel Legrand: «Quand on s'aime/Brûle pas tes doigts/La valse du lilas/Quand ça balance/Les moulins de mon cœur» (con Paul Baillargeon) (Marnay, Michel Legrand) – 6:12
9. «Carmen "L'amour est enfant de bohême"» (Georges Bizet) – 3:45
10. «What a Feeling» (Keith Forsey, Irene Cara, Giorgio Moroder) – 4:11
11. «Une colombe» (Baillargeon, Marcel Lefebvre) – 3:25
12. «Les chemins de ma maison» (Marnay, Patrick Lemaitre, Alain Bernard) – 4:04
13. «Finale (la première fois)» (Marnay, Baillargeon) – 2:16